# 74e division d'infanterie (France)
La 74e division d'infanterie est une division d'infanterie de l'armée de terre française qui a participé à la Première Guerre mondiale.

## Les chefs de la74edivisiond'infanterie
- Mobilisation - 29 février 1916 : général Bigot
- 1er mars 1916 - 23 décembre 1918 : général de Lardemelle

## Composition
- Infanterie :
  - 222e régiment d'infanterie, août 1914 - décembre 1917 (dissolution)
  - 299e régiment d'infanterie, août 1914 - novembre 1918
  - 36e régiment d'infanterie coloniale, d'août 1914 - juin 1915 (transfert à la 16e DIC)
  - 53e bataillon de chasseurs alpins, mobilisation - août 1914 (transfert à la 28e DI)
  - 54e bataillon de chasseurs alpins, mobilisation - octobre 1914 (transfert au groupement des Vosges, puis à la 77e DI)
  - 223e régiment d'infanterie, août 1914 - juin 1916 (dissolution)
  - 230e régiment d'infanterie, août 1914 - novembre 1918
  - 333e régiment d'infanterie, août 1914 - mars 1917 (transfert à la 157e DI)
  - 51e bataillon de chasseurs alpins, mobilisation - août 1914 (transfert à la 28e DI)
  - 62e bataillon de chasseurs alpins, mobilisation - août 1914 (transfert à la 28e DI)
  - 43e bataillon de chasseurs à pied, octobre 1914 - mars 1916 (transfert à la 133e DI)
  - 50e bataillon de chasseurs à pied, octobre 1914 - juin 1918
  - 70e bataillon de chasseurs alpins, octobre 1914 - juin 1918
  - 66e bataillon de chasseurs à pied, décembre 1917 - juin 1918
  - 5e régiment de tirailleurs de marche, juin - novembre 1918
  - Bataillon de pionniers du 101e régiment d'infanterie territoriale, juin - novembre 1918
- Cavalerie :
  - 2 escadrons du 2e régiment de dragons, août 1914 - janvier 1916 (dissolution)
  - 2 escadrons du 11e régiment de chasseurs à cheval, janvier - juillet 1916
  - 1 escadron du 12e régiment de hussards, juillet 1916 - juillet 1917
  - 1 escadron du 1er régiment de spahis, juillet - novembre 1918
- Artillerie :
  - 54e régiment d'artillerie de campagne : un groupe de canons de 75) d'août 1914 à avril 1917 et 101e batterie de mortiers de tranchée de 58 de la fin 1915 à avril 1917
  - 1er régiment d'artillerie de montagne : deux groupes de canons de 65)  en août 1914
  - 2e régiment d'artillerie de campagne : un groupe de canons de 75 d'août 1914 à avril 1917
  - 14e régiment d'artillerie de campagne : un groupe de canons de 75 d'août 1915 à avril 1917
  - 254e régiment d'artillerie de campagne (par fusion des groupes des 2e, 14e et 54e RAC) : trois groupes de canons de 75 d'avril 1917 à novembre 1918 et une batterie de mortiers de tranchée de 58 d'avril 1917 à début 1918
  - 115e régiment d'artillerie lourde : 12e groupe de canons de 155 courts
- Génie :
  - 4e régiment du génie : compagnie 13/14 d'août 1914 à novembre 1918, compagnie 13/64 (ex-13/14 bis) de fin 1914 à novembre 1918
  - 6e régiment du génie : compagnie 10/20 de fin 1915 à fin 1916 et compagnie 10/25 de fin 1915 à novembre 1918
  - 8e régiment du génie : détachement de transmissions d'août 1914 à novembre 1918

## Historique

### 1914 - 1915
- Mobilisée dans la 14e région militaire
- 19 - 23 août : transport par voie ferrée (VF) vers Charmes et Bayon ; concentration et travaux.
- 23 août - 12 septembre : occupation et défense de la ligne de la Moselle, dans la région Charmes, Bayon. Engagée à partir du 25 août dans la bataille de la trouée de Charmes combats vers Romain, Einvaux, Xermaménil, Remenoville.
  - 28 août : prise de Gerbéviller. À partir du 2 septembre, mouvement vers Rehainviller ; à partir du 5 septembre, attaque allemande et contre-attaques françaises vers Rehainviller et le bois Saint-Mansuy ; puis attaques françaises vers Chaufontaine-Hériménil.
- 12 septembre 1914 - 28 décembre 1915 : reprise de l'offensive ; occupation de Lunéville ; progression jusqu'à Moncel-lès-Lunéville, Sionviller et Crion. Puis occupation d'un secteur entre la voie ferrée d'Avricourt et Arracourt, reconnaissances offensives françaises et allemandes.
  - 26 octobre : éléments engagés dans une action locale vers Réchicourt-la-Petite.
  - 16 - 18 février 1915 : éléments engagés dans la reprise du signal de Xon et de Norroy.
  - 18 juin : attaque allemande vers Emberménil.
  - 10 juillet : déplacement du secteur vers la droite entre la Vezouze et le Sânon.
  - 15 juillet, 8 octobre : attaques allemandes vers Leintrey, Reillon et le bois Zeppelin.
  - 30 septembre : extension du front à gauche jusqu'à Bezange-la-Grande.
  - 15 octobre : attaque française dans la même région.
  - 4 novembre : réduction du front, à gauche jusqu'à la voie ferrée d'Avricourt.
- 28 décembre 1915 - 3 février 1916 : retrait du front, puis à partir du 30 décembre mouvement vers le camp de Saffais ; repos et instruction. À partir du 19 janvier, travaux sur la rive droite de la Meurthe.

### 1916
- 3 février - 18 août : mouvement vers le front par Malzéville et Custines ; puis occupation d'un secteur entre Pont-à-Mousson et Armaucourt. Réduction à droite du 6 mars au 28 mai jusqu'à Nomeny.
- 18 août - 7 septembre : retrait du front, repos vers Flavigny-sur-Moselle; puis instruction au camp de Saffais. À partir du 2 septembre, transport par VF dans la région de Ligny-en-Barrois ; repos.
- 7 septembre - 5 octobre : transport par camions vers le front ; occupation d'un secteur vers le bois de Vaux-Chapitre et la ferme Dicourt.
- 5 - 21 octobre : retrait du front ; repos vers Vavincourt.
- 21 - 30 octobre : transport à Verdun et à partir du 23 octobre occupation d'un secteur vers le bois de Vaux-Chapitre et la ferme Dicourt. Engagée le 24 octobre dans la Première Bataille offensive de Verdun. Prise de la batterie de Damloup et du bois Fumin. Puis occupation des positions conquises vers l'étang de Vaux et la ferme Dicourt.
- 30 octobre - 15 novembre : retrait du front ; repos au sud de Revigny-sur-Ornain.
- 15 novembre 1916 - 27 janvier 1917 : transport par camions et occupation d'un secteur sur les Hauts-de-Meuse vers Dompcevrin et le bois Loclont.

### 1917
- 27 janvier - 1re février : retrait du front ; repos vers Vaubecourt.
- 1er février - 7 mars : transport par camions dans la région de Verdun, puis occupation d'un secteur vers Louvemont et la ferme des Chambrettes.
  - 4 mars : violente attaque allemande.
- 7 - 31 mars : retrait du front, repos à Verdun, puis à partir du 11 mars vers Ligny-en-Barrois. À partir du 23 mars, mouvement par étapes vers le front.
- 31 mars - 11 juin : occupation d'un secteur entre Maisons de Champagne et l'Aisne.
- 11 - 27 juin : retrait du front et repos à l'ouest de Sainte-Menehould.
- 27 juin - 2 juillet : transport par camions dans la région de Jonchery-sur-Vesle ; repos.
- 2 juillet - 17 septembre : mouvement vers le front et occupation d'un secteur entre l'Aisne et la Miette, étendu à droite le 17 août jusque vers Sapigneul.
- 17 septembre - 3 octobre : retrait du front ; repos vers Ville-en-Tardenois.
- 3 octobre 1917 - 4 février 1918 : occupation d'un secteur entre Sapigneul et la Miette.

### 1918
- 4 - 22 février : retrait du front ; travaux de seconde position au nord-ouest de Reims.
- 22 février - 14 mai : occupation d'un secteur vers Sapigneul et le sud du Godat.
- 14 - 27 mai : retrait du front ; repos dans la région de Fismes, puis à partir du 21 mai dans la région de Soissons.
- 27 mai - 5 juin : engagée, vers Condé-sur-Aisne et le Pont Rouge dans la troisième bataille de l'Aisne. Poussée allemande, combats au nord puis au sud de l'Aisne ; repli jusque vers les fermes Chavigny et Vertefeuille.
- 5 - 17 juin : retrait du front et transport par VF vers Luzarches ; repos.
- 17 juin - 6 juillet : transport par camions au nord de Verberie ; repos et instruction.
- 6 juillet - 23 août : occupation d’un secteur entre Antheuil-Portes et le nord de Villers-sur-Coudun. À partir du 10 août, participation à l'offensive engagée sur la rive droite de l'Oise dans la troisième bataille de Picardie, forcement du Matz, prise de Marquéglise, de Gury, du parc et du village de Plessis-de-Roye ; enlèvement du plateau de la ferme Saint-Claude.
- 23 août - 25 septembre : retrait du front et mouvement vers Estrées-Saint-Denis, puis vers Creil. À partir du 4 septembre, transport par VF dans la région de Vitry-le-François ; repos et instruction dans la région de Dommartin-sur-Yèvre.
- 25 septembre - 16 octobre : mouvement vers la région de Ville-sur-Tourbe. À partir du 26 septembre, engagée entre Massiges et l'Aisne dans la bataille de Somme-Py (bataille de Champagne et d’Argonne) et son exploitation. Enlèvement de la main de Massiges, des lignes de la Dormoise et de Bouconville-Vauclair ; conquête des défenses sud de l'Aisne, avance jusqu'au front Olizy, le nord de Mouron.
- 16 - 28 octobre : retrait du front et repos vers Ville-sur-Tourbe.
- 28 octobre - 3 novembre : mouvement vers le front, puis occupation d'un secteur vers Falaise et le nord d'Olizy. Combats vers Olizy et Boult-aux-Bois.
- 3 - 6 novembre : retrait du front, stationnement vers Autry et Montcheutin, pendant la bataille du Chesne.
- 6 - 11 novembre : mouvement par étapes vers Possesse où la division se trouve au moment de l'armistice.

### Rattachement
Affectation organique :
- Mobilisation : Armée des Alpes
- août 1914 : 2e GDR
- mars 1915 : Isolée
- juin 1917 : 38e CA

Affectation par armée :
- 1re armée
  - 16 septembre 1914 - 8 janvier 1915
- 2e armée
  - 19 août - 16 septembre 1914
  - 2 septembre 1916 - 25 mars 1917
- 3e armée
  - 17 juin - 4 septembre 1918
- 4e armée
  - 25 mars - 27 juin 1917
  - 4 septembre - 11 novembre 1918
- 5e armée
  - 27 juin 1917 - 29 mars 1918
- 6e armée
  - 29 mars - 2 juin 1918
- 10e armée
  - 3 - 17 juin 1918
- Armée des Alpes
  - 2 - 17 août 1914
- Détachement d'armée de Lorraine
  - 11 mars 1915 - 2 septembre 1916
- G.P.E.
  - 8 janvier - 11 mars 1915
- Intérieur
  - 17 - 19 août 1914